# سخت‌کش
سخت‌کش (به انگلیسی: Hard to Kill) یک فیلم اکشن و انتقام‌جویانه آمریکایی به کارگردانی بروس مالموت با بازی استیون سیگال محصول سال ۱۹۹۰ است.
این فیلم در ۹ فوریه ۱۹۹۰ (۲۱ بهمن ۱۳۶۸) اکران شد و ۷۵ میلیون دلار فروش در مقابل بودجه ۱۱٫۵ میلیون دلاری داشت.

## داستان
فیلم کارآگاهی را به تصویر می‌کشد که پس از شلیک گلوله در جریان حمله به خانه که همسرش را به قتل رساند، به کما می‌رود. هفت سال بعد، استورم برای انتقام از مرگ همسرش و افشای فساد سناتور ورنون ترنت، مردی که دستور قتل خانواده‌اش را صادر کرده بود، هفت سال بعد دوباره بیدار می‌شود و …

## بازخوردها
- این فیلم با فروش ۹٫۲ میلیون دلاری در آخر هفته اول باکس آفیس ایالات متحده در شماره ۱ قرار گرفت، که بزرگ‌ترین افتتاحیه ۳ روزه فوریه در آن زمان بود.[۵] در نهایت ۴۸ میلیون دلار در ایالات متحده و کانادا و ۷۵ میلیون دلار در سراسر جهان به دست آورد.[۶]
- این فیلم بر اساس ۱۵ بررسی، امتیاز تأیید ۳۳٪ را در راتن تومیتوز دارد. میانگین امتیاز ۴٫۱/۱۰ است.[۷]
- تماشاگرانی که توسط سینماسکور نظرسنجی کردند به فیلم نمره متوسط "A-" در مقیاس A+ تا F دادند.[۸]
- در بانک اطلاعات اینترنتی فیلم‌ها بر اساس نظرات ۳۳٫۰۰۰ کاربر این فیلم دارای امتیاز ۵٫۸ از ۱۰ می‌باشد.